# Hoshihananomia composita
Hoshihananomia composita es una especie de coleóptero de la familia Mordellidae.

## Distribución geográfica
Habita en Asia,  Sri Lanka, en la  isla de Formosa y Japón.